# Mallenahalli, Chiknayakanhalli
Mallenahalli là một làng thuộc tehsil Chiknayakanhalli, huyện Tumkur, bang Karnataka, Ấn Độ.